# Sul do Alabama
{{<aos fontes|data=fevereiro de 2012}}
Sul do Alabama é um termo usado para descrever várias partes do sul do estado do Alabama. Seu uso, entretanto, não se refere a uma região geográfica definida. A descrição mais geral usada da área seria todos os condados do estado abaixo do Cinturão Negro, como: Mobile, Baldwin, Escambia, Washington, Clarke and Monroe.
Entretanto, grande parte da população do centro de Mobile, usam o argumento que a região refere-se somente às partes mais meridionais do estado. Isso é refletido no nome da Universidade do Sul do Alabama, localizada em Mobile.
Seguindo esse uso, A região aplica-se apenas a 02 condados  que margeiam o Golfo do México e a Baía de Mobile, que são os condados de Baldwin e Condado de Mobile. A área é caracterizada pelas extensas áreas alagadas, mas também ao longo da costa, há a presença de praias de areia que são propensas ao turismo. 
Devido ao fato dos Condados de Mobile e Baldwin usarem o nome da região com exclusividade própria, outras partes do Sul do Alabama, principalmente os condados da fronteira que vão do Condado de Escambia a Houston preferem ser chamados informalmente de Baixo Alabama se um termo regional for dado. Tradicionalmente, as porções sul e sudeste do estado tem menos em comum com Mobile do que em relação com o Sudoeste da Geórgia e a Região do Cinturão Negro. Nomes alternativos incluem Centro Sul do Alabama, Sudeste do Alabama e Wiregrass.